# Baraka
Baraka (arabiska välsignelse) är en beteckning på en helig kraft som en del människor, ting och platser sägs besitta. Tron på baraka spelar en central roll inom mystiken i islam, sufismen. Genom fromhet och meditation lyckas vissa människor nå Gud, och blir som ett resultat av detta bärare av baraka, som de kan föra vidare till andra. Det är vanligt med föreställningen att sufiska ledare, shaykher, har fått välsignelsen av Gud. och att de därför får en hög ställning och en förmedlande roll mellan Gud och individen. Uppfattningen är att dessa människor kan utföra underverk karama som exempelvis bota sjuka. 
Att få ta del av baraka har blivit ett stort mål bland sufiska anhängare. Genom kontakten med människor som blivit tilldelade baraka, får man ta del av den lycka, välstånd, framgång och gynnsamhet som den heliga kraften medför. Dessa utvalda människor blir uppsökta av troende för att de skall hjälpa dem med personliga mål och önskningar, som exempelvis att få en son, att bli befordrad på jobbet etcetera. Inom sufiordnar finns övertygelsen att genom att besöka ett helgons grav kan man få ta del av den personens baraka, och på så vis har vallfärder till helgongravar blivit en populär tradition.

## Exempel
Exempel på ting som består av baraka är Koranen, vatten från Zamzam-källan i Mekka, Kaba, sädeskorn (bröd) och mjölk, samt blixt och åska. Hästar, får och bin är djur som tillskrivs med baraka välsignelse. 
Tron på baraka är inte enhetligt inom islam, det har uppstått diskussioner och kritik mot tanken på att en sådan helig kraft skall förekomma. En del menar att man sätter för stor tillit på människor som kan nå ett personligt förhållande med Gud, och detta strider mot första ledet i Shahada, trosbekännelsen (”Det finns ingen gud utom Gud”), det vill säga dogmen om Guds enhet, tawhid. En del sufiska inriktningar menar även att man förlitar sig för mycket på shaykher och inte själva studerar de heliga skrifterna och det budskap och innehåll som förmedlas. 

### Litterära källor
- Baek Simonsen, Jörgen: Islamlexikonet. Stockholm: Bokförlaget Forum 1994, (Politikens Forlag 1994)
- Ewald, Stefan: Religionslexikonet. Stockholm: Bokförlaget Forum 1996
- Hjärpe Jan: Islam. Lära och livsmönster. Stockholm: Almqvist & Wiksell Förlag AB 1995
- Roald, Anne Sofie. Islam. Historia, tro, nytolkning. Stockholm: Natur och Kultur 2005, (Oslo: Pax Forlag A/S 2004)
- Svanberg, Ingvar & Westerlund David. Majoritetens Islam. Stockholm: Arena 1994.

### Webbkällor
Nationalencyklopedin Läst 10 november 2008